# Cardiocondyla kushanica
Cardiocondyla kushanica é uma espécie de formiga do gênero Cardiocondyla, pertencente à subfamília Myrmicinae.